# Leucospermum reflexum
Leucospermum reflexum  es una especie de arbusto   perteneciente a la familia  Proteaceae. Es originaria de Sudáfrica.

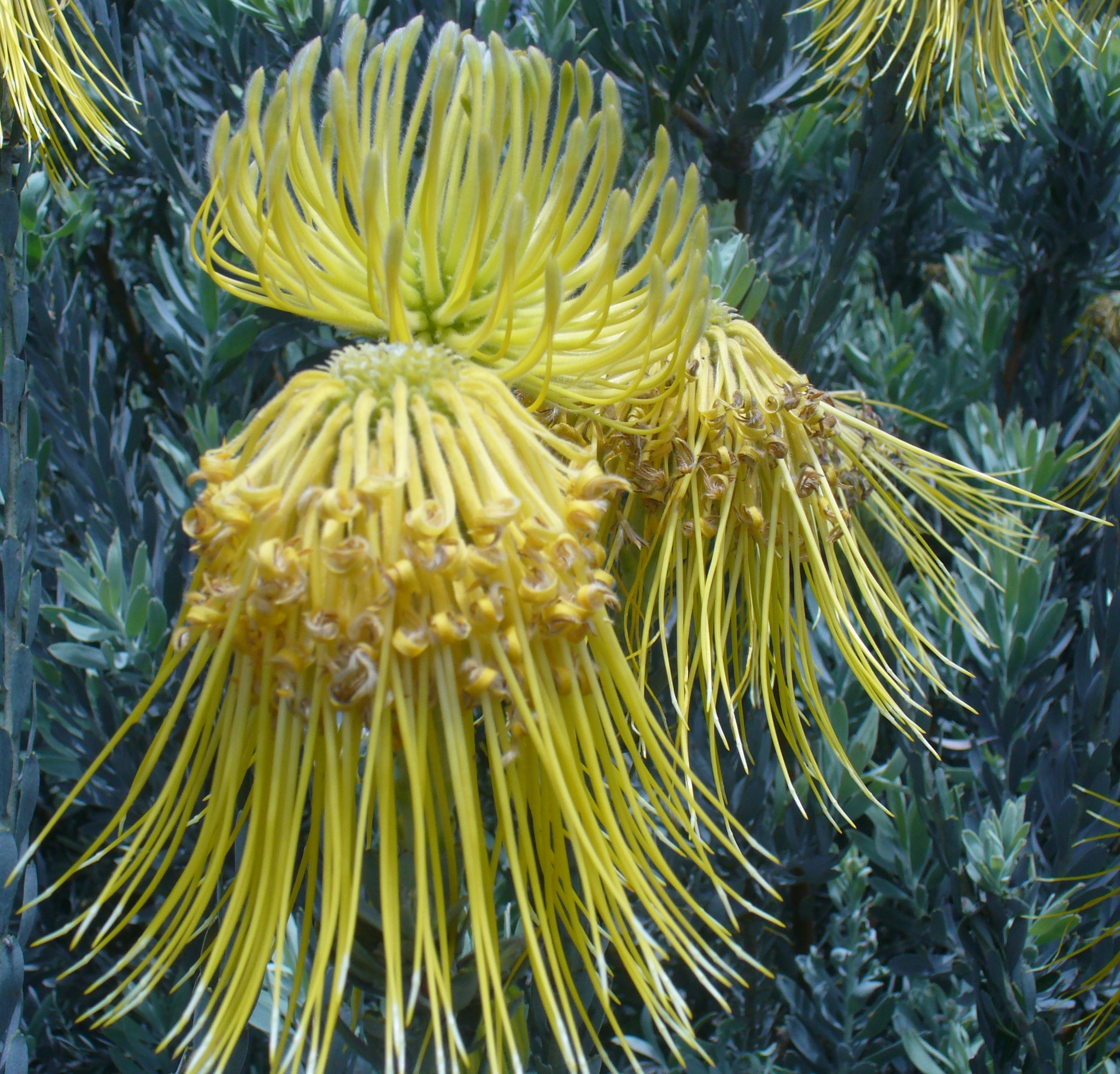
Detalle de la flor

## Descripción
Leucospermum reflexum es un arbusto redondeado, con hojas de color gris plateado que alcanza un tamaño de hasta 4m. de altura, con flores de color amarillo (var. lutea) o naranja a carmesí (var. reflexum) que florecen desde la primavera hasta mediados de verano en el hemisferio sur (de agosto a de diciembre). Las hojas más o menos elíptica, y simples están cubiertas de pelos grises densos. Miden de 20-55 x 5-13mm, con 2-3 dientes glandulares en la punta. Las flores se producen redondeadas en los extremos de las ramas y tienen entre 80-100mm de diámetro.
Cada flor es similar a un tubo y está formado por piezas de terciopelo llamados  segmentos del perianto en la que se colocan las anteras. Estas rodean al largo estilo que escapa del tubo. Las flores jóvenes son curvas, para empezar, y luego dobladas hacia el tallo a medida que maduran. Las semillas maduran alrededor de 1-2 meses después de la floración y luego se liberan. L. reflexum tiene una tasa de crecimiento medio y florece por lo general en su tercer año. Las plantas pueden vivir durante unos 20 años antes de llegar a la senectud, pero suelen vivir menos.

## Distribución
Aunque el área general en Cederberg, de Wuppertal de Pakhuis donde las plantas se producen, tiende a ser árido, estas plantas se encuentran en los suelos de piedra arenisca cerca de fuentes de agua como arroyos. Las plantas suelen aparecer en grupos de unos pocos cientos a altitudes que oscilan entre 1.000-2.000m. La variedad amarilla, L. reflexum var. lutea, proviene de la zona Heuningvlei en el Cederberg.
Estas plantas proceden de la región de lluvias de invierno donde las temperaturas pueden elevarse a más de 30 °C en verano y bajar por debajo de cero en invierno, por lo que se puede cultivar en la mayoría de las áreas, siempre y cuando el suelo está bien drenado y  ácido, y que reciban agua durante los meses de invierno. Puede tolerar un poco de frío, e incluso pueden tolerar algunas heladas. No obstante, no crecen en áreas que están calientes y húmedas, ya que son muy propensos a problemas de hongos en estas condiciones.

## Taxonomía
Leucospermum reflexum fue descrita por  H.Buek ex Meisn. y publicado en Transactions of the Linnean Society of London 10: 254. 1810.
Etimología
El género Leucospermum deriva de las palabras griegas leukos que significa blanco, y de spermum = semilla, en referencia a las semillas blancas o de color claro de muchas especies. Las semillas son en realidad de color negro, pero están recubiertas con una piel blanca carnosa (eleosoma).
El epíteto reflexum, doblado hacia abajo / dobladas sobre sí mismas, y luteus, amarillo